# Marmosa taronja
La marmosa taronja (Marmosa xerophila) és una espècie d'opòssum de la família dels didèlfids. Viu a Colòmbia i Veneçuela.